# Alphagene II
Alphagene II ist das achte Soloalbum des deutschen Rappers Kollegah. Es erschien am 13. Dezember 2019 über sein eigenes Label Alpha Music Empire als Standard-Edition sowie Premium- und Deluxe-Boxset, inklusive unter anderem der Street-EP Ghettoglamour.

## Produktion
Das Album wurde von einer Vielzahl verschiedener Musikproduzenten produziert. Davon war Freshmaker mit zwölf Stücken an den meisten Produktionen beteiligt. Weitere Musik stammt unter anderem von B-Case, Joznez, Zinobeatz und Johnny Illstrument.

## Covergestaltung
Das Albumcover ist an das von Kollegahs Debütalbum Alphagene angelehnt. Es zeigt den Rapper, der auf einem Thron sitzt, dessen Rückenlehne die Form eines Ahornblatts hat. Kollegah hält einen Revolver in der Hand und vor ihm steht ein schwarzer Dobermann. Oben im Bild sind die silbernen Schriftzüge Alpha Music Empire Presents, Kollegah und Alphagene II zu sehen. Der Hintergrund ist komplett schwarz gehalten.

## Gastbeiträge
Lediglich auf zwei Liedern des Albums treten neben Kollegah weitere Künstler in Erscheinung. So ist der bei seinem Label Alpha Music Empire unter Vertrag stehende Rapper Asche auf den Songs Yayo und Offenes Verdeck zu hören. Auf letzterem hat zudem Kollegahs langjähriger Kollabopartner Farid Bang einen Gastauftritt.
Zudem sind auf der Street-EP Ghettoglamour erneut Asche beim Song Oktagon Vita sowie der Rapper Boz auf der König ist tot vertreten.

## Titelliste
| #  | Titel                 | Gastmusiker       | Produzenten                               | Länge |
| -- | --------------------- | ----------------- | ----------------------------------------- | ----- |
| 1  | Maybachemblem (Intro) |                   | Freshmaker, Neo, Nouh                     | 2:50  |
| 2  | Der Boss Is Back      |                   | Freshmaker, Northside, Nouh               | 3:02  |
| 3  | Valhalla              |                   | Danno, Freshmaker, M6                     | 3:21  |
| 4  | Veni Vidi Validus     |                   | Freshmaker, M6, Nouh                      | 3:14  |
| 5  | Sakrileg              |                   | B-Case, Code X                            | 3:06  |
| 6  | Mois (Skit)           |                   | 7J, Freshmaker, Lea Canere, Northside     | 2:04  |
| 7  | Von Star zu Dealer    |                   | 7J, Freshmaker, Lea Canere, Northside     | 3:30  |
| 8  | Stonehenge            |                   | Freshmaker, Nouh, Pjeter                  | 3:09  |
| 9  | Alphagenetik          |                   | Alex Dehn, Asche                          | 3:41  |
| 10 | Offenes Verdeck       | Farid Bang, Asche | Juri Gold                                 | 3:37  |
| 11 | Eden                  |                   | Freshmaker                                | 4:16  |
| 12 | Spiegel               |                   | Alex Dehn, Asche                          | 2:52  |
| 13 | Kammerjäger Interlude |                   | B-Case                                    | 1:50  |
| 14 | Trinität              |                   | B-Case                                    | 3:15  |
| 15 | Yayo                  | Asche             | Goldfinger                                | 3:50  |
| 16 | Infinitum             |                   | Denibeatzz, Freshmaker, Rennoc, Yenobeatz | 3:02  |
| 17 | Lauf                  |                   | Johnny Illstrument, Joznez                | 3:16  |
| 18 | Odin                  |                   | Alex Dehn, Asche                          | 3:52  |
| 19 | Renaissance (Outro)   |                   | Johnny Illstrument, Zinobeatz             | 5:40  |

Street-EP Ghettoglamour (in der Premium- und Deluxe-Box)
| # | Titel             | Gastmusiker | Produzenten                                           | Länge |
| - | ----------------- | ----------- | ----------------------------------------------------- | ----- |
| 1 | Ghettoglamour     |             | Freshmaker, Rennoc                                    | 2:31  |
| 2 | Wolfsblut         |             | 27th, B-Case                                          | 3:18  |
| 3 | Der König ist tot | Boz         | AbsoluteBeatz, Freshmaker, Johnny Illstrument, Joznez | 2:48  |
| 4 | Oktagon Vita      | Asche       | Gorex                                                 | 3:54  |
| 5 | Alphatier         |             | Freshmaker, Neo                                       | 2:30  |

## Chartplatzierungen und Singles
Alphagene II stieg am 20. Dezember 2019 auf Platz 1 in die deutschen Albumcharts ein und konnte sich elf Wochen in den Top 100 halten. In der Schweiz erreichte es Position 3 und in Österreich Platz 7 der Charts. In den deutschen Album-Jahrescharts 2020 belegte es Rang 23.
Am 8. November 2019 wurde der Song Alphagenetik als erste Single des Albums veröffentlicht und erreichte Platz 17 der deutschen Charts. Die zweite Auskopplung Valhalla folgte am 29. November 2019 und stieg auf Rang 54 der deutschen Charts ein. Neben den Musikvideos zu beiden Singles wurden auch Videos zu den Liedern Maybachemblem, Yayo, Offenes Verdeck und Infinitum gedreht.

## Rezeption
| Professionelle Bewertungen | Professionelle Bewertungen |
| -------------------------- | -------------------------- |
| Kritiken                   |                            |
| Quelle                     | Bewertung                  |
| laut.de                    | [ 5 ]                      |
| MarvinCalifornia           | [ 6 ]                      |

Dominik Lippe von laut.de bewertete Alphagene II mit zwei von möglichen fünf Punkten. Er bezeichnet es als „völlig humorloses Album“ mit teilweise widersprüchlichen Texten, das „weder die Leichtigkeit noch die selfmadesche Qualitätskontrolle“ seines Debütalbums Alphagene besitze.
Der YouTuber und Musikkritiker Marvin California, der sich hauptsächlich mit Deutschrap befasst, bewertete das Album in seiner Review mit neun von zehn möglichen Punkten. Positiv erwähnt wurden besonders die zahlreichen Wortspiele bzw. Punchlines des Rappers und viele der verwendeten Beats. Er bezeichnet Alphagene II als „klassisches Kollegah-Album“ und als „sehr grimmigen Blockbuster, der wie ein verdammter Hollywoodfilm eine hochexplosive Storyline mit zahlreichen Wendungen bereithält.“ Gelobt wurde, dass Kollegah es geschafft habe, sich „nach einem von Rückschlägen und Shitstorms geplagten Jahr mit einem derartig überzeugenden Release so wuchtig zurückzumelden“.